# Muzeum Edyty Stein w Lublińcu
Muzeum Pro Memoria Edith Stein w Lublińcu – muzeum położone w Lublińcu. Placówka mieści się na piętrze domu Courantów – dziadków Edith Stein, męczennicy i świętej Kościoła katolickiego, patronki Lublińca.
Muzeum zostało otwarte w dniu 28 lutego 2009 roku, a jego poświęcenia dokonał biskup Jan Wieczorek. Ekspozycja ma charakter multimedialny i ukazuje życie Edyty Stein oraz jej tragiczną śmierć w Auschwitz-Birkenau. Święta została także ukazana jako patronka Europy oraz miasta. Placówka posiada nadto salę wystawienniczą, służącą wystawom czasowym.
W dniu 20 stycznia 2012 roku muzeum odwiedził Prezydent Rzeczypospolitej Polskiej, Bronisław Komorowski.

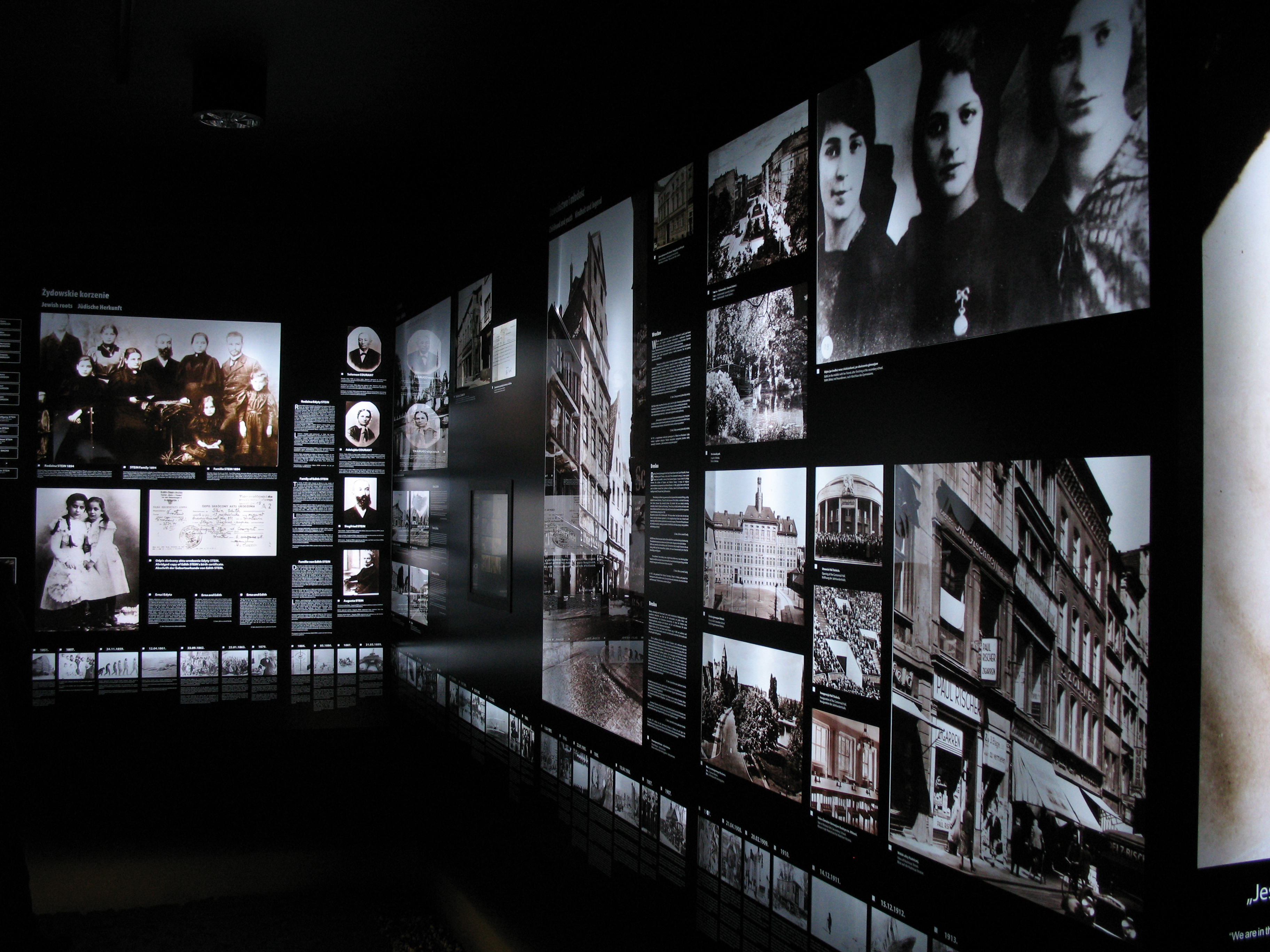
Ekspozycja w muzeum

Placówka jest obiektem całorocznym, czynnym we wtorki, czwartki i niedziele. Wstęp jest bezpłatny.